# 퀴리 부인 (영화)
《퀴리 부인》(Madame Curie)은 미국에서 제작된 머빈 르로이 감독의 1943년 영화이다. 메트로-골드윈-메이어가 제작한 생애 영화이다. 그리어 가슨 등이 주연으로 출연하였고 시드니 프랭클린 등이 제작에 참여하였다.

## 출연

### 주연
- 그리어 가슨
- 월터 피전

### 조연
- 헨리 트래버스
- 앨버트 바서먼
- 로버트 워커
- C. 오브리 스미스
- 데임 메이 위티
- 빅터 프란센
- 레지날드 오웬
- 밴 존슨
- 마가렛 오브라이언
- 제임스 힐턴

## 기타
- 원작자: Eve Curie
- 미술: 세드릭 기븐스
- 의상: 아이린
- 의상: 아이린 세러프
- 의상: 길 스틸